# Dar Soltane
Dar Soltane (en arabe: دارالسلطان), littéralement: Maison du Sultan, est une citadelle médiévale située à Safi, au Maroc.
Classée monument historique, la citadelle abrite actuellement le musée national de la céramique marocaine, avec une exposition permanente.

## Histoire
Construite par les Almohades (XIIe siècle-XIIIe siècle), elle fut occupée par les Portugais entre 1508 et 1541, les armoiries du roi Manuel 1 en témoignent. 
Après avoir été reprise par les Saadiens, la citadelle fut dotée de plusieurs canons de fabrications hollandaise et espagnole . Durant le XVIIIe siècle, en l'an 1762, le prince alaouite Moulay Hicham, y fit construire sa demeure palatiale El-Bahia (Qsar el-Bahia) en arabe (قصر الباهية ) . 
Pendant le protectorat français, la citadelle a servi de bureau pour le contrôleur civil, sous le nom de Bureau arabe. Ce n'est qu'en 1990 que ce site est devenu le musée national de la céramique.

## Galerie

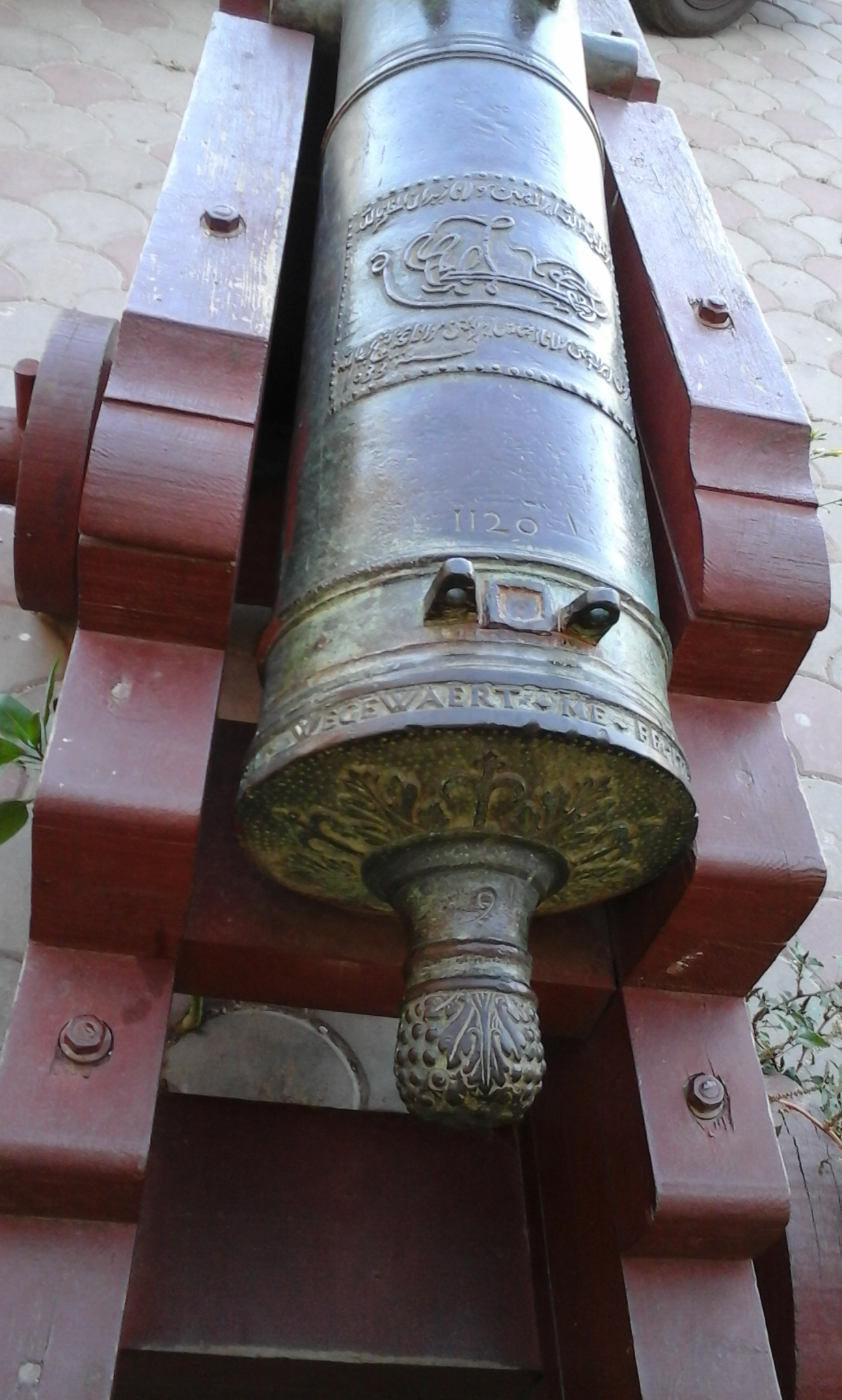
Canon à l'entrée de Dar Soltane avec une signature arabe et Néerlandaise.
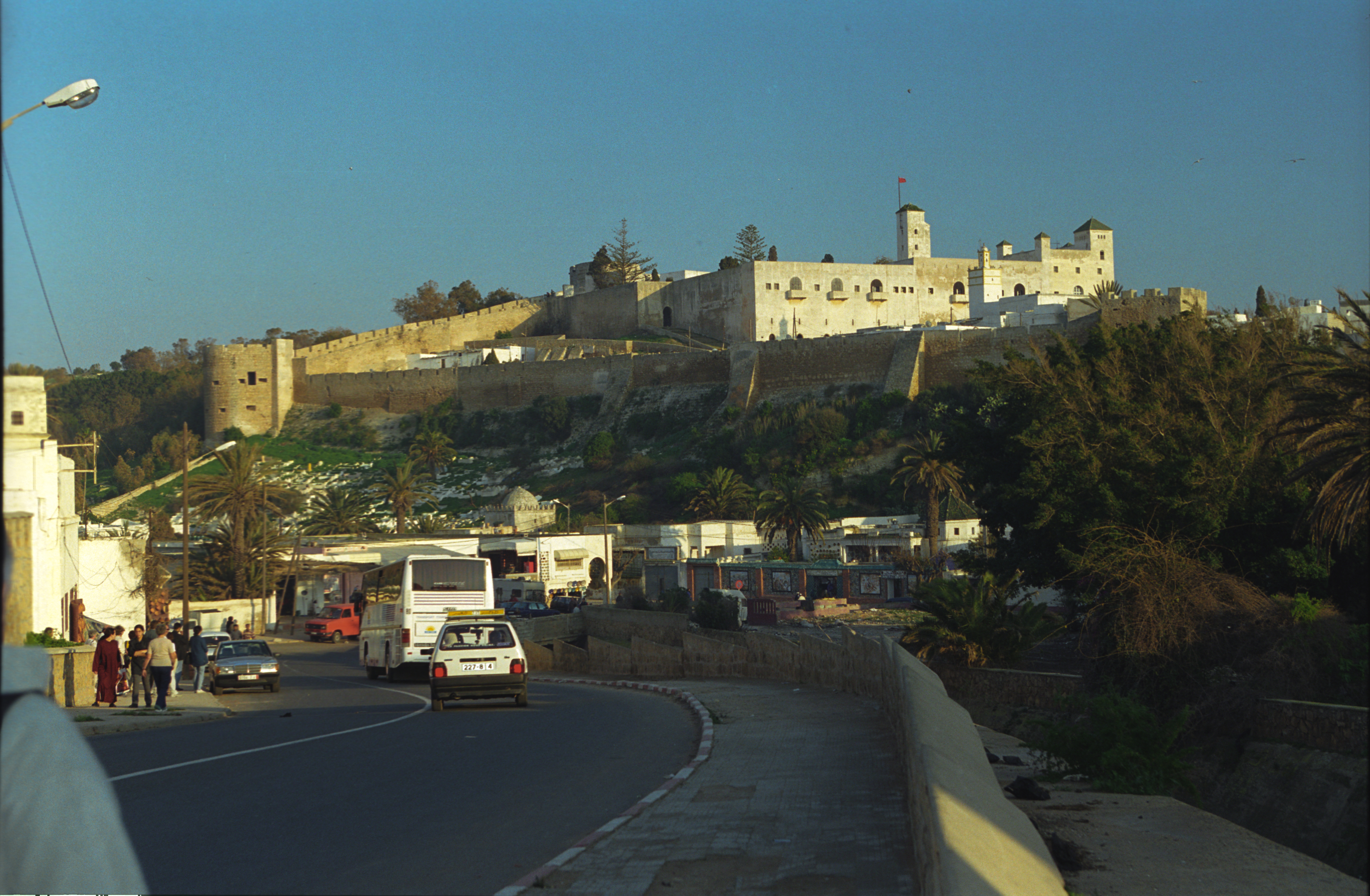
Vue depuis Bab Chaaba.